# Faucon (Vaucluse)
Pour les articles homonymes, voir Faucon (homonymie).
Faucon est une commune française située dans le département de Vaucluse, en région Provence-Alpes-Côte d'Azur.

## Géographie

### Accès et transports
Le village de Faucon se situe au carrefour des routes départementales D 46 et D 205. L'autoroute la plus proche est l'autoroute A7, sortie no 19 - Bollène.
Une ligne de bus scolaire relie Faucon à Vaison-la-Romaine.

### Communes limitrophes
| - OpenStreetMap Limite communale. |

### Sismicité
Les cantons de Bonnieux, Apt, Cadenet, Cavaillon, et Pertuis sont classés en zone Ib (risque faible). Tous les autres cantons du département de Vaucluse sont classés en zone Ia (risque très faible). Ce zonage correspond à une sismicité ne se traduisant qu'exceptionnellement par la destruction de bâtiments.

### Hydrographie
La commune est arrosée par l'Ouvèze, et son affluent, le Vallat de la Buissière et par le Toulourenc, ainsi que par l'Eyguemarse, affluent de l'Ouvèze.

### Climat
Pour des articles plus généraux, voir Climat de Provence-Alpes-Côte d'Azur et Climat de Vaucluse.
En 2010, le climat de la commune est de type climat méditerranéen franc, selon une étude du Centre national de la recherche scientifique s'appuyant sur une série de données couvrant la période 1971-2000. En 2020, Météo-France publie une typologie des climats de la France métropolitaine dans laquelle la commune est exposée à un climat de montagne ou de marges de montagne et est dans la région climatique  Provence, Languedoc-Roussillon, caractérisée par une pluviométrie faible en été, un très bon ensoleillement (2 600 h/an), un été chaud (21,5 °C), un air très sec en été, sec en toutes saisons, des vents forts (fréquence de 40 à 50 % de vents > 5 m/s) et peu de brouillards. 
Pour la période 1971-2000, la température annuelle moyenne est de 13,1 °C, avec une amplitude thermique annuelle de 17,1 °C. Le cumul annuel moyen de précipitations est de 807 mm, avec 6,3 jours de précipitations en janvier et 3,6 jours en juillet. Pour la période 1991-2020, la température moyenne annuelle observée sur la station météorologique de Météo-France la plus proche, « Puyméras », sur la commune de Puyméras à 2 km à vol d'oiseau, est de 14,2 °C et le cumul annuel moyen de précipitations est de 700,2 mm. 
La température maximale relevée sur cette station est de 41,1 °C, atteinte le 28 juin 2019 ; la température minimale est de −10 °C, atteinte le 7 février 2012,,. 
Les paramètres climatiques de la commune ont été estimés pour le milieu du siècle (2041-2070) selon différents scénarios d'émission de gaz à effet de serre à partir des nouvelles projections climatiques de référence DRIAS-2020. Ils sont consultables sur un site dédié publié par Météo-France en novembre 2022.

## Urbanisme

### Typologie
Au 1er janvier 2024, Faucon est catégorisée commune rurale à habitat dispersé, selon la nouvelle grille communale de densité à sept niveaux définie par l'Insee en 2022.
Elle est située hors unité urbaine. Par ailleurs la commune fait partie de l'aire d'attraction de Vaison-la-Romaine, dont elle est une commune de la couronne,. Cette aire, qui regroupe 14 communes, est catégorisée dans les aires de moins de 50 000 habitants,.

### Occupation des sols
L'occupation des sols de la commune, telle qu'elle ressort de la base de données européenne d’occupation biophysique des sols Corine Land Cover (CLC), est marquée par l'importance des territoires agricoles (50,7 % en 2018), en diminution par rapport à 1990 (53,9 %). La répartition détaillée en 2018 est la suivante : 
forêts (46,1 %), cultures permanentes (35,8 %), zones agricoles hétérogènes (14,9 %), zones urbanisées (3,1 %). L'évolution de l’occupation des sols de la commune et de ses infrastructures peut être observée sur les différentes représentations cartographiques du territoire : la carte de Cassini (XVIIIe siècle), la carte d'état-major (1820-1866) et les cartes ou photos aériennes de l'IGN pour la période actuelle (1950 à aujourd'hui).

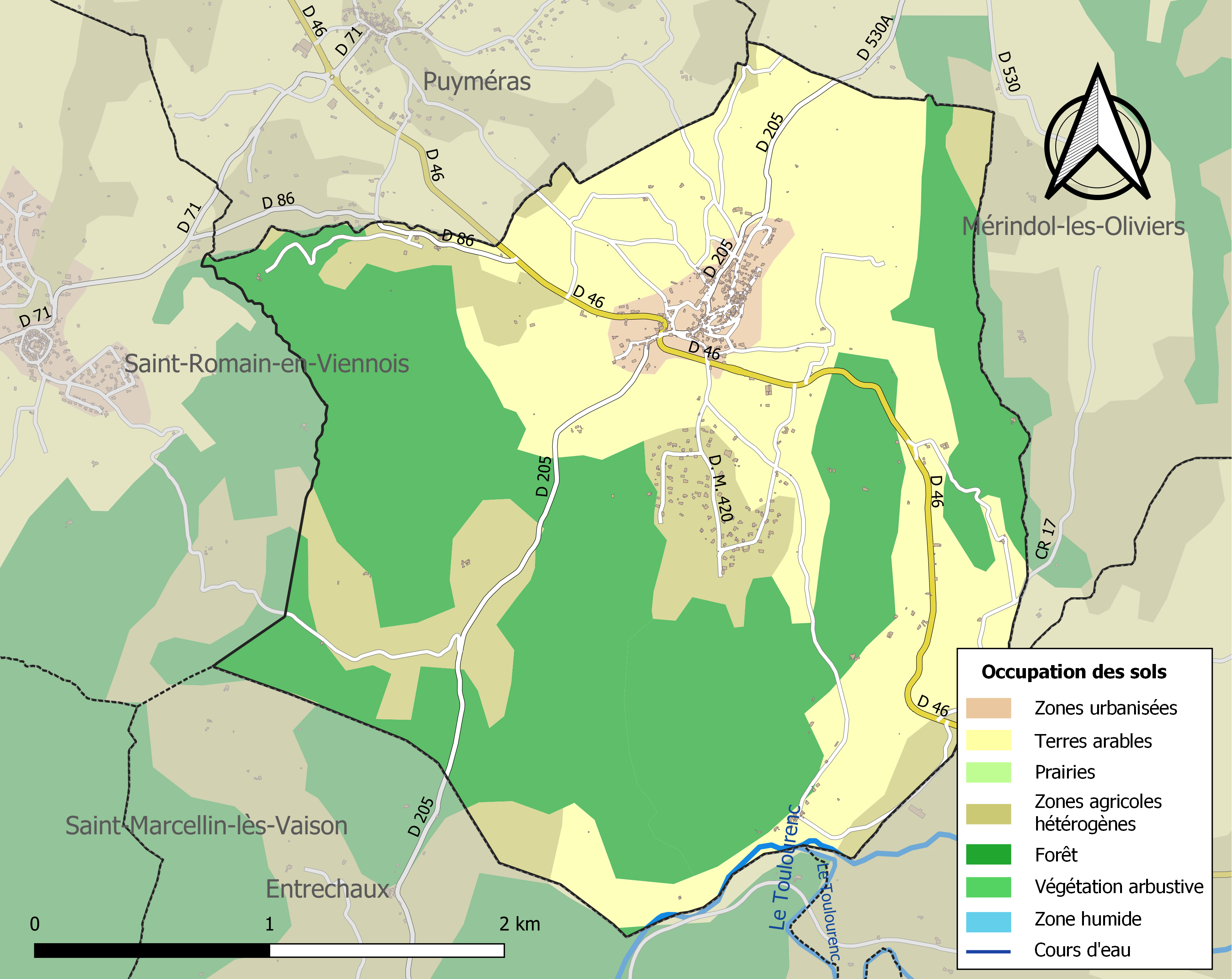
Carte des infrastructures et de l'occupation des sols de la commune en 2018 (CLC).

## Histoire

### Préhistoire
Des traces du néolithique ont été retrouvées au quartier de Beaupasset (silex taillés, lames de belle facture, etc.) et au vallon de Gournier (silex et poteries).

### Moyen Âge
La période médiévale du village reste obscure faute de document. La paroisse est citée en 1120 comme étant sous le vocable de saint Pierre (Sancti Petri de Falco) dans une bulle du pape Calixte II. La commune en 1253 faisait partie des domaines de Raymond de Toulouse, comte de Provence. Le recteur du Comtat Venaissin, en 1303, y nomma un bayle pour représenter le viguier qui résidait à Vaison.

### Renaissance
Passées les guerres de religion, il fut donné autorisation aux habitants du village dont les maisons étaient accolées aux remparts d'ouvrir des fenêtres dans ces murailles.
En 1565, les fauconnais négocient le rachat de leurs droits auprès du pape.
Chaque année, lors des foires de la Saint-André et de la Pentecôte, le Conseil de Ville de Faucon avait obligation de faire rendre visite aux capitaine, viguier et consuls de Vaison. Les conseillers déléguaient deux valets de ville dont la mission était de se rendre devant la porte de ces notables et de tirer un coup de fusil en l'air. Cette cérémonie prit fin au début de la Révolution.

### Période moderne
Le 12 août 1793 fut créé le département de Vaucluse, constitué des districts d'Avignon et de Carpentras, mais aussi de ceux d'Apt et d'Orange, qui appartenaient aux Bouches-du-Rhône, ainsi que du canton de Sault, qui appartenait aux Basses-Alpes.

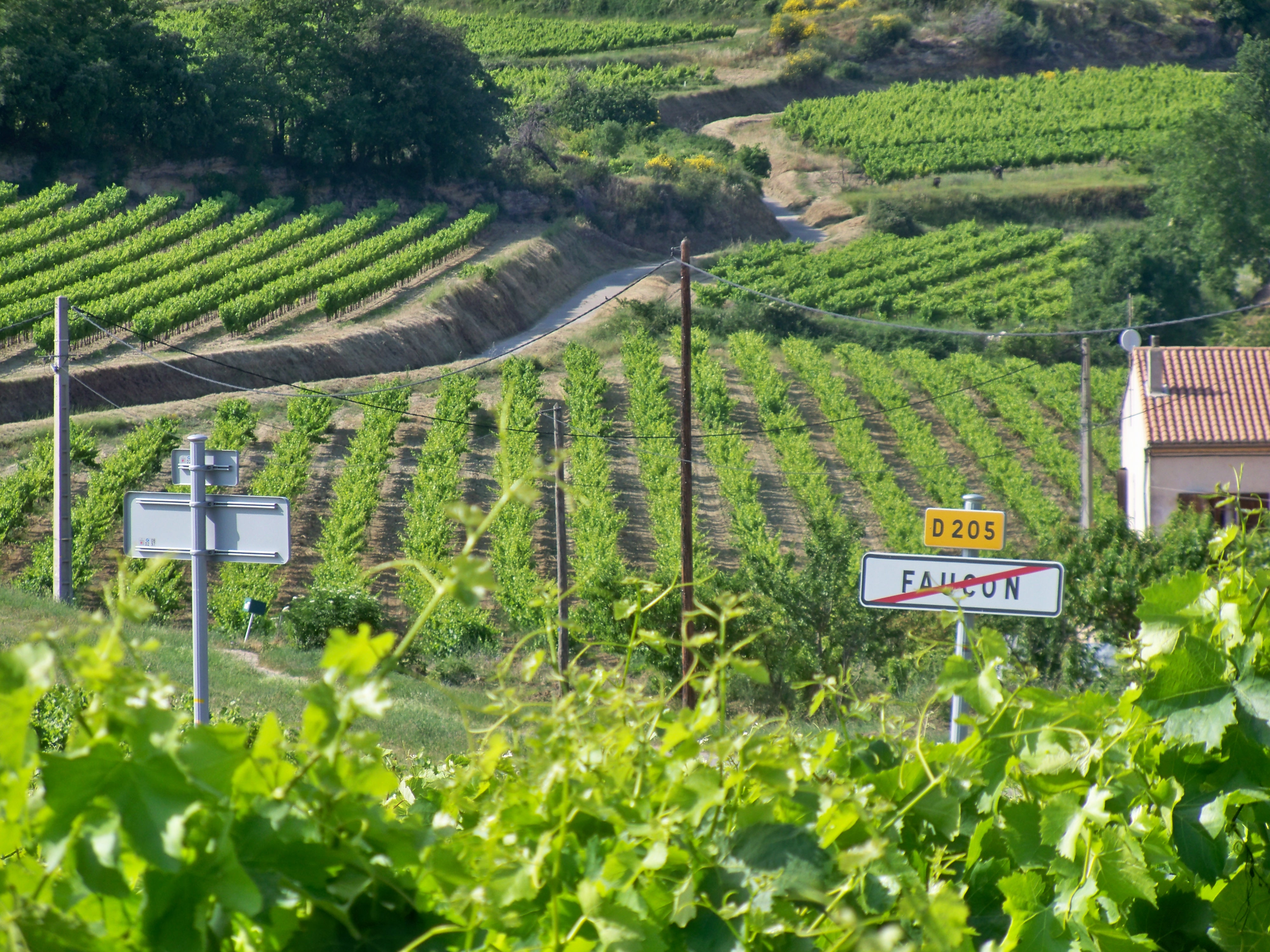
Le vignoble de Faucon.

Au cours de la seconde moitié du XIXe siècle, la commune produisait des grains, du vin et des fruits, ce qui fit dire à Jules Courtet : « Aussi les habitants sont-ils dans l'aisance ».

### Période contemporaine
Ce vignoble a eu ses vins classés en côtes-du-rhône villages en 1979. Le décret du 25 août 2005 l'a fait accéder en côtes-du-rhône villages avec nom géographique Puyméras (AOC).

### Toponymie
La localité apparaît pour la première fois dans les textes sous la forme de Sancti Petri de Falco (1120) puis de Falcone (1253), nom dérivé du nom de famille germanique Falco. Faucon porte le surnom de « Petit Paris ».

### Héraldique
| Blason de Faucon | Les armes peuvent se blasonner ainsi : D'azur au faucon chaperonné d'or, posé sur une muraille crénelée de trois pièces du même, maçonnée de sable, surmontée de cinq besants aussi d'or ordonnés en orle, trois en chef et un à chaque flanc, au chef cousu de gueules chargé d'une clef d'or et d'une clef d'argent passées en sautoir. |

## Politique et administration

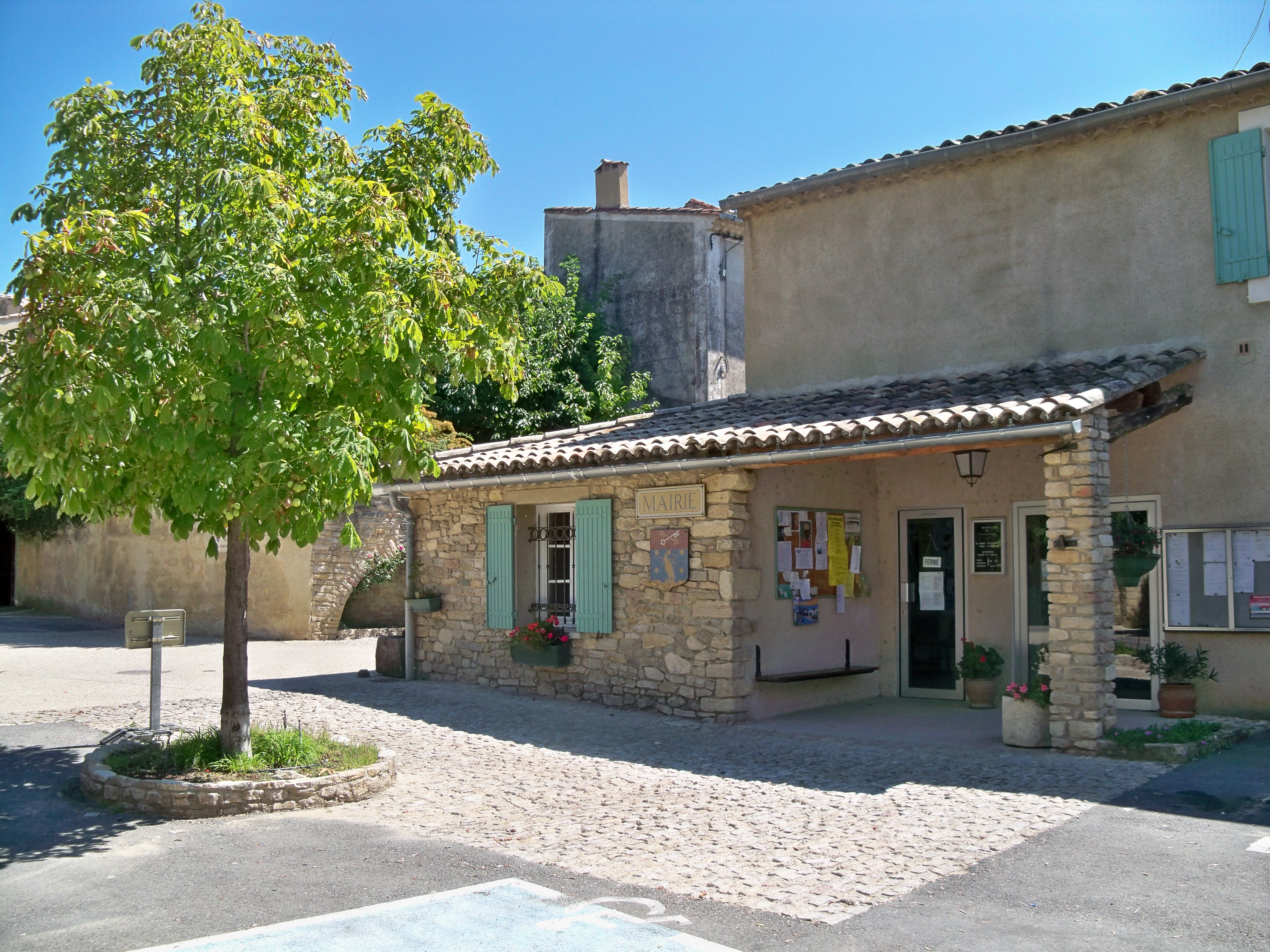
Mairie de Faucon.

| Période   | Période  | Identité    | Étiquette | Qualité |
| --------- | -------- | ----------- | --------- | ------- |
| juin 1995 | en cours | Dany Aubert |           |         |

### Intercommunalité
La commune fait partie de la communauté de communes Pays Vaison Ventoux, qui fait elle-même partie du syndicat mixte d'aménagement de l'Aygues et du syndicat mixte d'aménagement du bassin de l'Ouvèze (SIABO).

### Fiscalité
| Taxe                                                | Part communale | Part intercommunale | Part départementale | Part régionale |
| --------------------------------------------------- | -------------- | ------------------- | ------------------- | -------------- |
| Taxe d'habitation (TH)                              | 9,26 %         | 0,00 %              | 7,55 %              | 0,00 %         |
| Taxe foncière sur les propriétés bâties (TFPB)      | 12,18 %        | 0,00 %              | 10,20 %             | 2,36 %         |
| Taxe foncière sur les propriétés non bâties (TFPNB) | 31,78 %        | 0,00 %              | 28,96 %             | 8,85 %         |
| Taxe professionnelle (TP)                           | 00,00 %        | 17,86 %             | 13,00 %             | 3,84 %         |

La part régionale de la taxe d'habitation n'est pas applicable.

## Démographie
L'évolution du nombre d'habitants est connue à travers les recensements de la population effectués dans la commune depuis 1793. Pour les communes de moins de 10 000 habitants, une enquête de recensement portant sur toute la population est réalisée tous les cinq ans, les populations de référence des années intermédiaires étant quant à elles estimées par interpolation ou extrapolation. Pour la commune, le premier recensement exhaustif entrant dans le cadre du nouveau dispositif a été réalisé en 2006.

En 2022, la commune comptait 454 habitants, en évolution de +5,09 % par rapport à 2016 (Vaucluse : +1,73 %, France hors Mayotte : +2,11 %).
| 1793 | 1800 | 1806 | 1821 | 1831 | 1836 | 1841 | 1846 | 1851 |
| ---- | ---- | ---- | ---- | ---- | ---- | ---- | ---- | ---- |
| 467  | 499  | 520  | 532  | 589  | 590  | 571  | 638  | 622  |

| 1856 | 1861 | 1866 | 1872 | 1876 | 1881 | 1886 | 1891 | 1896 |
| ---- | ---- | ---- | ---- | ---- | ---- | ---- | ---- | ---- |
| 606  | 603  | 594  | 593  | 527  | 446  | 458  | 430  | 354  |

| 1901 | 1906 | 1911 | 1921 | 1926 | 1931 | 1936 | 1946 | 1954 |
| ---- | ---- | ---- | ---- | ---- | ---- | ---- | ---- | ---- |
| 342  | 386  | 344  | 278  | 238  | 232  | 231  | 206  | 201  |

| 1962 | 1968 | 1975 | 1982 | 1990 | 1999 | 2006 | 2011 | 2016 |
| ---- | ---- | ---- | ---- | ---- | ---- | ---- | ---- | ---- |
| 233  | 243  | 263  | 287  | 346  | 380  | 411  | 419  | 432  |

| 2021 | 2022 | - | - | - | - | - | - | - |
| ---- | ---- | - | - | - | - | - | - | - |
| 452  | 454  | - | - | - | - | - | - | - |

## Économie

### Agriculture
Le vignoble produit des vins classés en Puyméras (AOC). Les vins qui ne sont pas en appellation d'origine contrôlée peuvent revendiquer, après agrément, le label Vin de pays de la Principauté d'Orange.

### Tourisme
Tourisme viticole (caves de dégustation) et tourisme de randonnées (plusieurs circuits pédestres et vélo à proximité). On trouve sur la commune plusieurs gîtes et chambres d'hôtes qui permettent l'accueil des touristes.

## Équipements ou services

### Enseignement

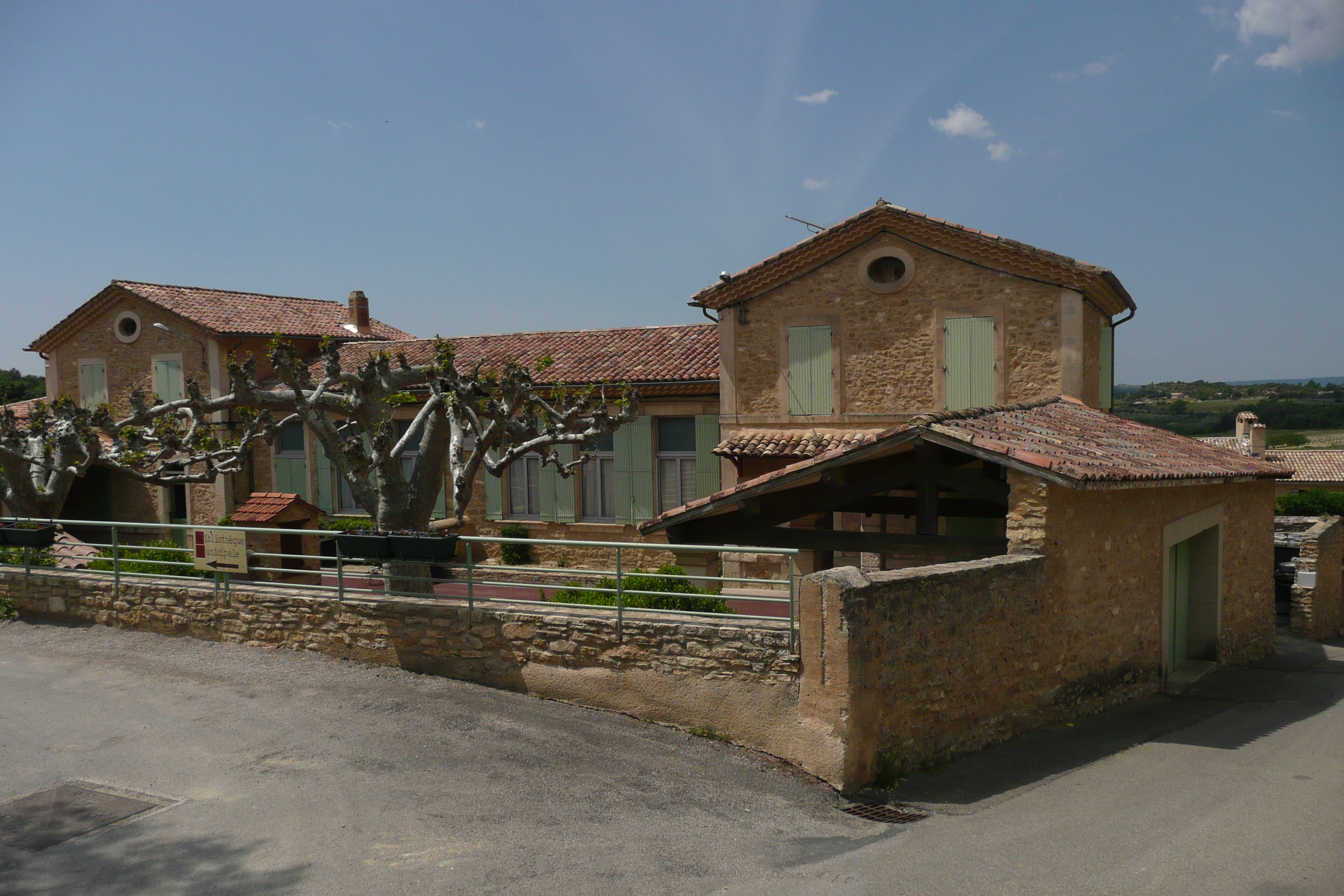
École primaire publique Auguste-Coullet.

La commune dispose d'une école primaire publique Auguste-Coullet avec deux classes uniques, ensuite les élèves sont affectés au collège et lycée Joseph-d'Arbaud à Vaison-la-Romaine.

### Sports
hormis des chemins que l'on peut emprunter pour balader, notamment sur le massif au sud-ouest, Faucon possède un terrain de basket et un boulodrome.

### Santé
Pharmacies et hôpitaux sont sur les communes voisines de Vaison-la-Romaine et Mollans-sur-Ouvèze à environ cinq kilomètres. Un pôle santé vient d'ouvrir ses portes.
Bibliothèque
Située au dessus de la salle des fêtes.

## Vie locale

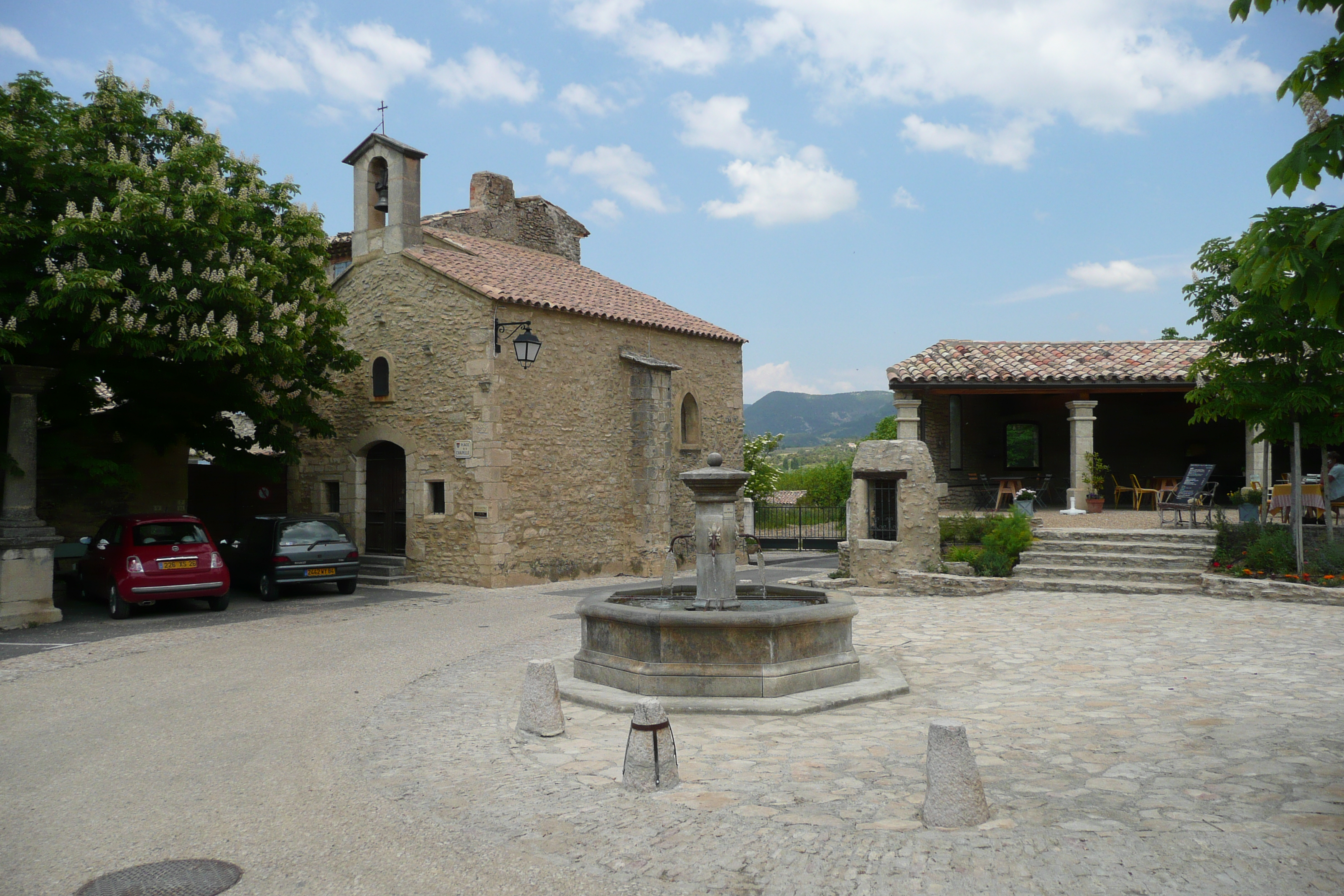
Place de la Chapelle.

### Cultes
Catholique.

### Écologie et recyclage
La collecte et traitement des déchets des ménages et déchets assimilés et la protection et mise en valeur de l'environnement se font dans le cadre de la communauté de communes Pays Vaison Ventoux. Il existe une déchèterie à l'entrée de Vaison-la-Romaine et une décharge à gravats à Villedieu.
La commune est incluse dans la zone de protection Natura 2000 « l'Ouvèze et le Toulourenc », sous l'égide du ministère de l'Écologie, de la DREAL Provence-Alpes-Côte d’Azur, et du MNHN (Service du Patrimoine Naturel).

## Lieux et monuments
- Église paroissiale Saint-Germain.
- Oratoire et chapelle romane Sainte-Colombe.
- Église en ruines qui était dédiée à saint Georges. La tradition veut que l'une de ses cloches récupérée lors de sa démolition soit celle de l'horloge du village[19].
- Ancien prieuré saint Germain (classé ; site privé).
- Arche médiévale.
- Vestiges du château féodal et ses remparts.
- Chapelle Notre-Dame-des-Sept-Douleurs.
- Ancien four banal.

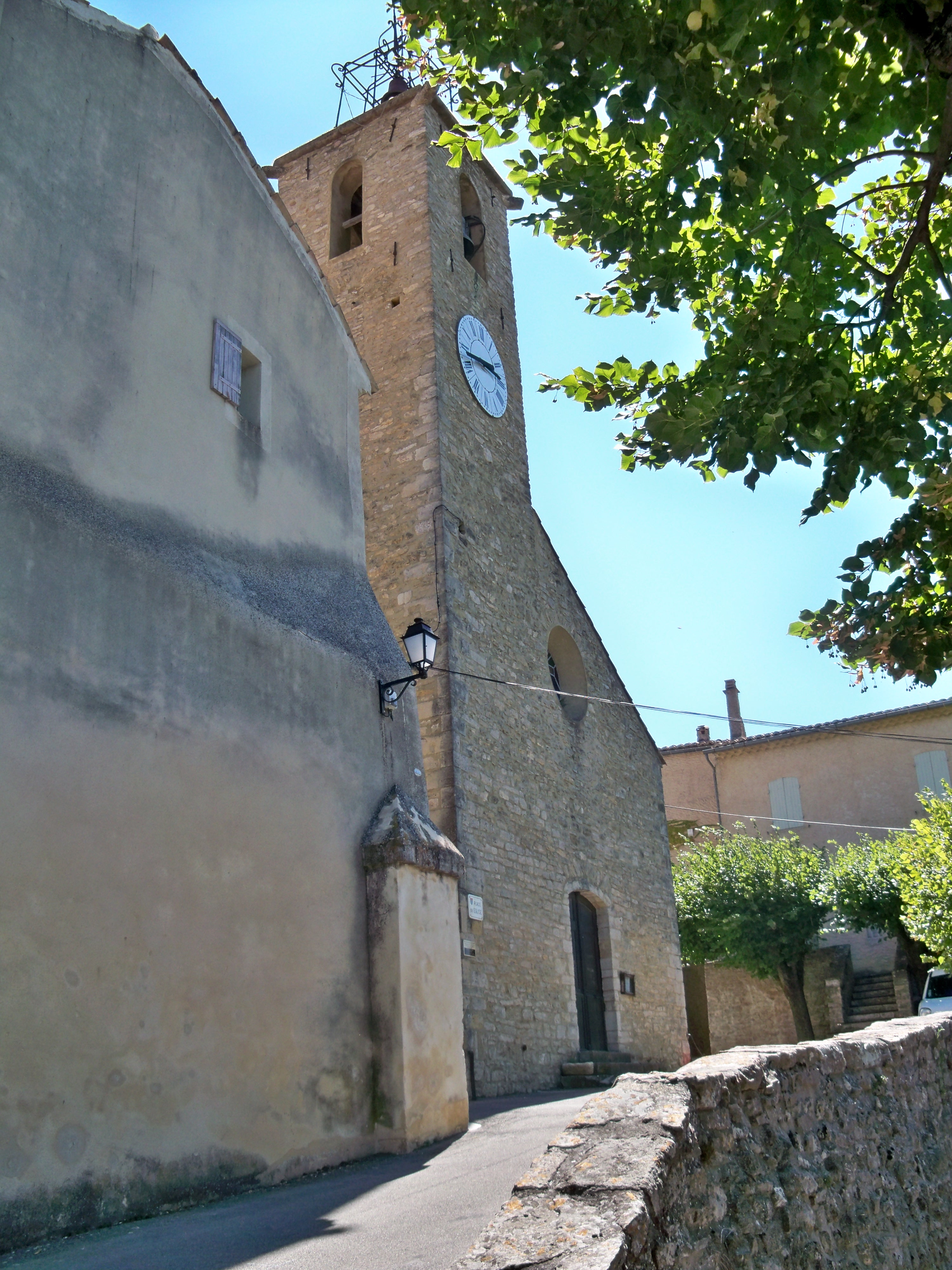
Église Saint-Germain.
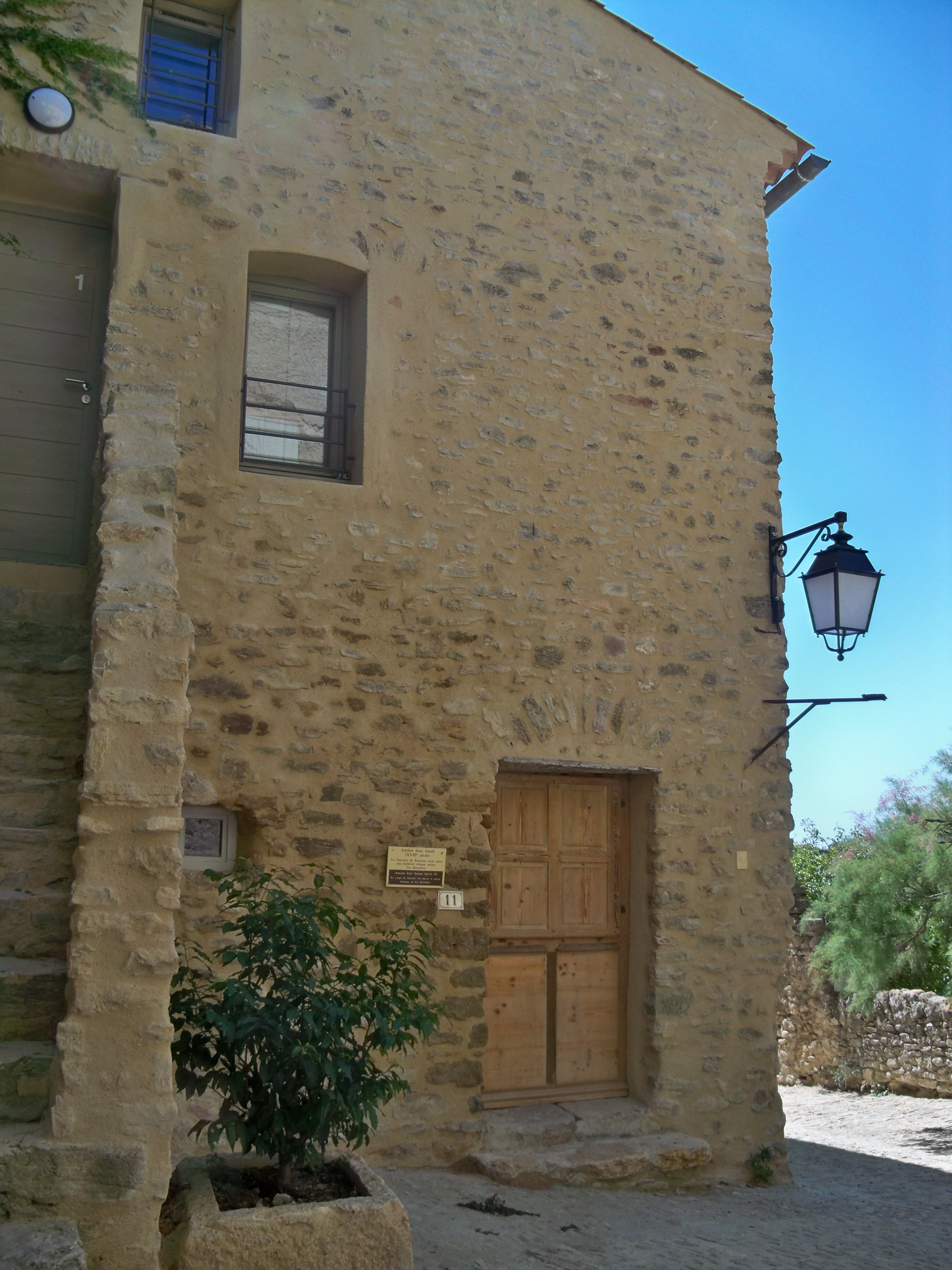
Maison du four banal.
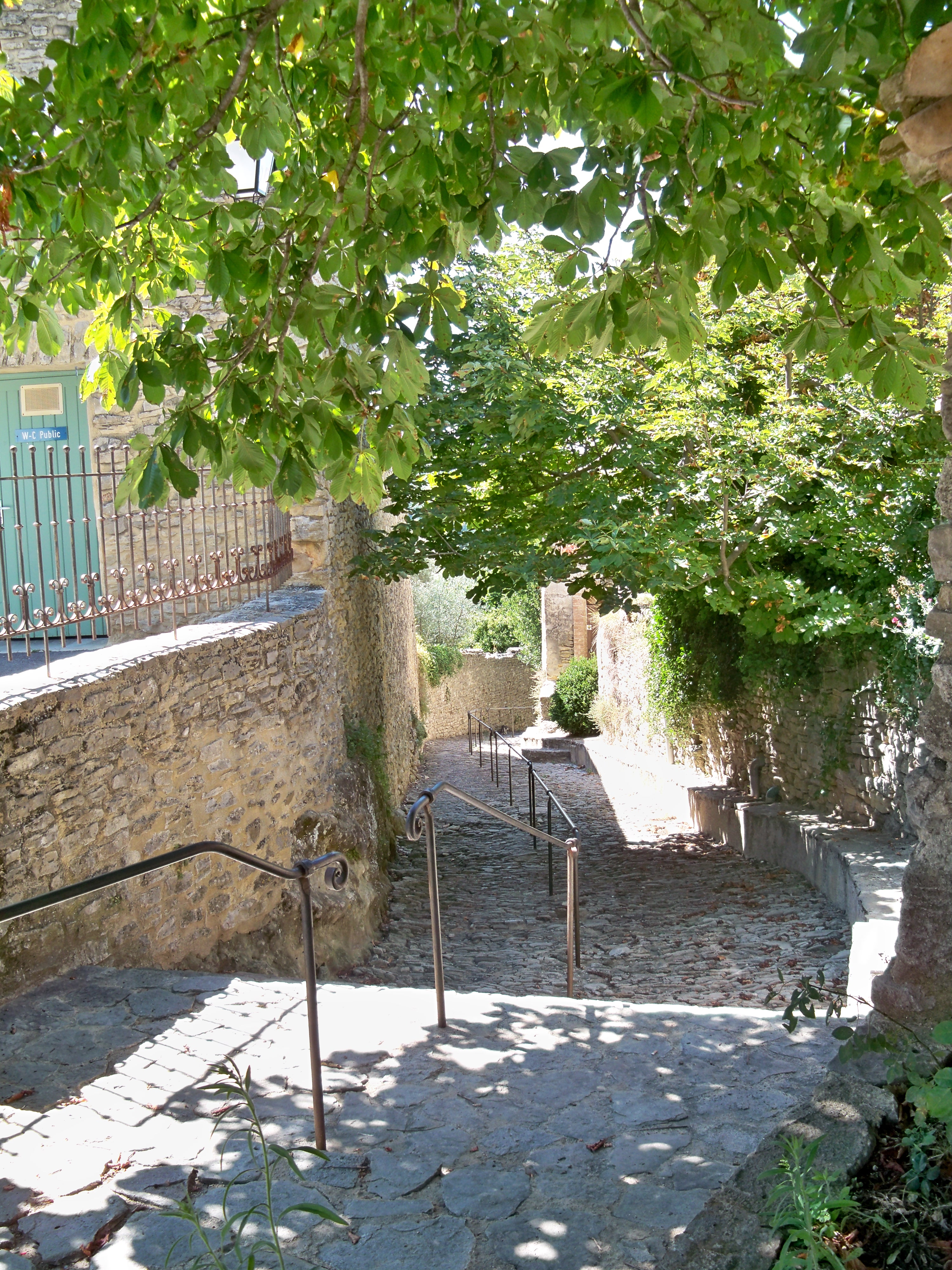
Rue caladée.
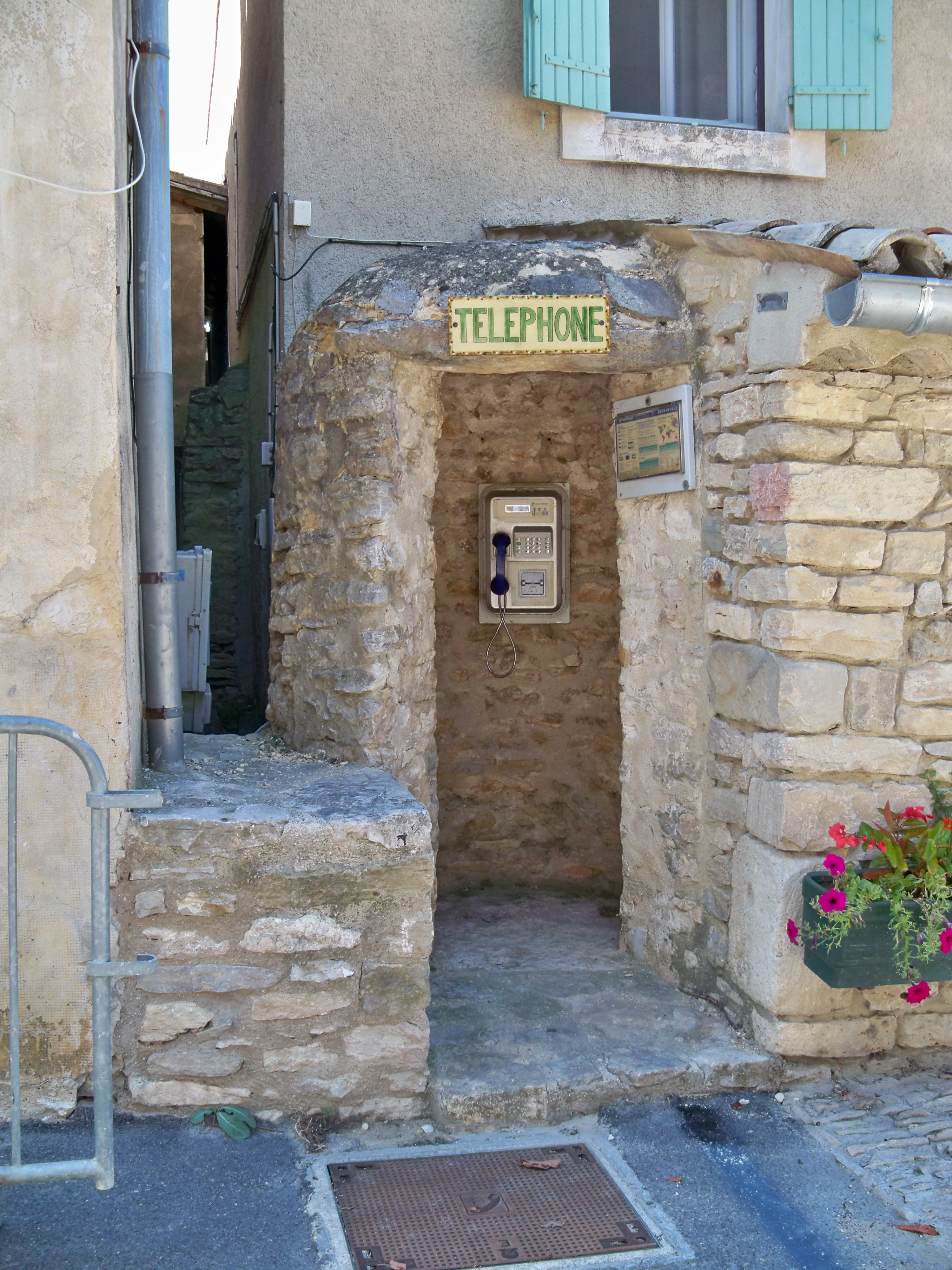
Un superbe cadre pour le téléphone public.

## Personnalités liées à la commune
- Hyacinthe Richaud, né le 30 décembre 1757 à Faucon (Provence), et décédé le 22 avril 1822 à Versailles (Yvelines), homme politique.
- Wim Duisenberg, premier gouverneur de la banque centrale européenne, possédait une résidence à Faucon. Il y est décédé par noyade dans sa piscine en 2005.
- Violette Leduc, romancière, a acheté et rénové une maison à Faucon où elle est morte en 1972 ; elle est enterrée dans le cimetière communal.
- Thérèse Plantier (1911-1990) poète et écrivaine, a vécu à Faucon et a fait découvrir le village à Violette Leduc qui est venue s'y installer.